# Lee Yong-dae
Lee Yong-dae (in coreano hangul: 이용대; Hwasun, 11 settembre 1988) è un giocatore di badminton sudcoreano, vincitore della medaglia d'oro ai Giochi olimpici di Pechino 2008 nel doppio misto, in coppia con Lee Hyo-jung.
Sempre a Pechino 2008 ha partecipato anche nel doppio maschile in coppia con Jung Jae-sung, uscendo però subito al primo turno sconfitti dalla coppia danese Lars Paaske e Jonas Rasmussen.

## Palmarès
- Giochi olimpici

Pechino 2008: oro nel doppio misto.
Londra 2012: bronzo nel doppio maschile.
- Campionati mondiali di badminton

2007 - Kuala Lumpur: argento nel doppio maschile.
2009 - Hyderabad: argento nel doppio maschile.
- Giochi asiatici

2006 - Doha: argento a squadre e bronzo nel doppio maschile.